# Mamenchisaure
El mamenchisaure (Mamenchisaurus) és un gènere de dinosaure sauròpode que visqué al període Juràssic superior, en el que avui en dia és la Xina.
Les primeres restes de mamenchisaure foren descobertes l'any 1952 a la província xina de Sichuan, al centre-sud del país. Els mamenchisaures mesuraven uns 23 metres de longitud (l'esquelet trobat mesurava 18,5 metres, però tenia la cua incompleta), dels quals 9 metres corresponien a les 19 vèrtebres que constituïen el coll (probablement el més llarg de tots els dinosaures). Les vèrtebres del coll eren molt allargades i amb la paret òssia prima, fet que n'alleugeria el pes.
Com els seus parents, els sismosaures, els mamenchisaures tenien les potes posteriors més altes que les anteriors.